# Lobsang Nyima
Lobsang Nyima (né en 1939 à Dokhar, tibétain : བློ་བཟང་ཉི་མ ;  Wylie : blo bzang nyi ma) est un homme politique tibétain qui fut ministre de l'intérieur de 2001 à 2005 puis de la religion et de la culture entre 2005 et 2006. 

## Biographie
Lobsang Nyima est né en 1939 à Dokhar, dans le Lhoka.
En 1945, il rejoint le monastère de Gaden Choepel-ling dans son village natal. Plus tard, il rejoint le Collège Loseling du monastère de Drepung, à Lhassa, et, plus tard, devint secrétaire de l'abbé de Gaden Choepel-ling pendant deux ans.
En 1959, il s'est enfui en Inde, et a ensuite rejoint le Collège Shartsé du monastère de Ganden et le collège tantrique de Gyutoed en Inde.
En 1969, il rejoint l'université centrale des études tibétaines à Varanasi. En 1971, il devient membre du Mouvement pour la liberté du Tibet, et a visité les communautés tibétaine à Dharamsala, Dalhousie, Kullu, Shimla pour faire connaître les buts et les objectifs de cette organisation nouvellement formée.
M. Nyima a dû interrompre ses études en 1972, lorsque l'administration centrale tibétaine l'a nommé agent d'établissement à Bandhara, Maharastra.
De là jusqu'à sa retraite en 1997, M. Nyima a servi la communauté tibétaine en différentes capacités: Welfare Officer à Dalhousie, agent d'établissement dans l'Orissa, directeur du Centre d'artisanat tibétain de Jawalakhel (en) au Népal, et secrétaire de la Commission de la fonction publique tibétaine à Dharamsala.
Le Parlement tibétain en exil l'élu ministre de l'intérieur de 2001 à 2005 sur proposition du premier ministre tibétain le Pr. Samdhong Rinpoché puis de la religion et de la culture de 2005 à 2006.